# Liste der Nummer-eins-Hits in Brasilien (2020)
Diese Liste der Nummer-eins-Hits basiert auf den offiziellen Charts von Pro-Música Brasil, der brasilianischen Landesgruppe der IFPI, im Jahr 2020. Die Charts basieren vollständig auf Streaming und werden monatlich ermittelt.

## Singles
| ← 2019 ← | Liste der Nummer-eins-Hits in Brasilien | Liste der Nummer-eins-Hits in Brasilien | Liste der Nummer-eins-Hits in Brasilien | 2021 →                    |
| \| Zeitraum \| Mt. ges. \| Interpret \| Titel Autor(en) \| Zusätzliche Informationen \| \| (Zeitraum, Monate auf Platz eins, Interpret, Titel, Autor[en], zusätzliche Informationen) \| \| \| \| \| \| ----------------------------------------------------------------------------------------- \| -------- \| ------------------------- \| -------------------------- \| ------------------------- \| \| Januar 2020 – März 2020 3 Monate \| 3 \| Henrique & Juliano \| Liberdade Provisória \| – \| \| April 2020 – Mai 2020 2 Monate \| 2 \| Gusttavo Lima \| A Gente Fez Amor (Ao Vivo) \| – \| \| Juni 2020 1 Monat \| 1 \| Niack \| Na Raba Toma Tapão \| – \| \| Juli 2020 1 Monat \| 1 \| Tyga, MC Zaac & Anitta \| Desce pro Play (PA PA PA) \| – \| \| August 2020 – September 2020 2 Monate \| 2 \| MC Niack & DJ Rique Sales \| Oh Juliana \| – \| \| Oktober 2020 – Dezember 2020 3 Monate \| 3 \| Os Barões da Pisadinha \| Recairei (Ao Vivo) \| – \| |                                         |                                         |                                         |                           |
| ← 2019 |                                         |                                         |                                         | → 2021 →                  |
| Zeitraum | Mt. ges.                                | Interpret                               | Titel Autor(en)                         | Zusätzliche Informationen |
| (Zeitraum, Monate auf Platz eins, Interpret, Titel, Autor[en], zusätzliche Informationen) |                                         |                                         |                                         |                           |
| Januar 2020 – März 2020 3 Monate | 3                                       | Henrique & Juliano                      | Liberdade Provisória                    | –                         |
| April 2020 – Mai 2020 2 Monate | 2                                       | Gusttavo Lima                           | A Gente Fez Amor (Ao Vivo)              | –                         |
| Juni 2020 1 Monat | 1                                       | Niack                                   | Na Raba Toma Tapão                      | –                         |
| Juli 2020 1 Monat | 1                                       | Tyga, MC Zaac & Anitta                  | Desce pro Play (PA PA PA)               | –                         |
| August 2020 – September 2020 2 Monate | 2                                       | MC Niack & DJ Rique Sales               | Oh Juliana                              | –                         |
| Oktober 2020 – Dezember 2020 3 Monate | 3                                       | Os Barões da Pisadinha                  | Recairei (Ao Vivo)                      | –                         |